# Spudaea pontica
Spudaea pontica är en fjärilsart som beskrevs av Kljutshko 1968. Spudaea pontica ingår i släktet Spudaea och familjen nattflyn. Inga underarter finns listade i Catalogue of Life.